# Ernest Wiehe
Pour les articles homonymes, voir Wiehe (homonymie).
Ernest Wiehe fut un saxophoniste alto, arrangeur musical, compositeur et jazzman mauricien, né le 2 juin 1944 et décédé le 3 juin 2010. Il rentra au pays après avoir passé dix ans aux États-Unis où il enseignait au Berklee College of Music à Boston.
Il est considéré comme étant le précurseur de la musique jazz à Maurice et transmit sa passion à toute une génération de musiciens locaux. Ernest Wiehe enseignait, depuis 2001, à l'Atelier Mo'Zar, fondé par José Thérèse, lui-même disciple de Wiehe.  La majorité des élèves de cette école n’ont pas réussi académiquement mais veulent avoir une identité et réussir. Compositeur, il écrivit en 2004 la musique du film Bénarès du réalisateur Barlen Pyamootoo. 